# Apechthes
Apechthes is een kevergeslacht uit de familie van de boktorren (Cerambycidae). De wetenschappelijke naam van het geslacht werd voor het eerst geldig gepubliceerd in 1861 door Thomson.

## Soorten
Apechthes omvat de volgende soorten:
- Apechthes championi Bates, 1881
- Apechthes mexicanus Thomson, 1861